# Лас-Тонинас
Лас-Тонинас (исп. Las Toninas) — курортный город в Аргентине в провинции Буэнос-Айрес. Относится к муниципалитету Ла-Коста, образует агломерацию с рядом мелких посёлков. Именно здесь на сушу выходят связывающие Аргентину с другими континентами подводные коммуникационные кабели SAm-1, SAC и Atlantis-2.

## История
Изначально эти земли принадлежали семье Лелуар (в которую, в частности, входил аргентинский нобелевский лауреат Луис Федерико Лелуар). В 1915 году они были проданы железнодорожной компании, но так как железная дорога так и не была построена, то сделка в итоге была расторгнута и земли вернулись семье Лелуар.
В 1947 году сёстры Магдалена и Сусана Лелуар решили устроить на своих землях курорт, но успеха не добились. Тогда они пересмотрели проект, засадили эти земли деревьями, и в 1959 году Луис Мария Альварес Драго был поставлен во главе проекта по созданию курорта. 20 февраля 1960 года состоялась лотерея по распределению земельных участков — этот день и считается основанием города Лас-Тонинас.
В связи с развитием курортных городов восточного побережья провинции Буэнос-Айрес, они в 1978 году были выделены в отдельный муниципалитет, получивший название «Ла-Коста» («Прибрежный»).